# Giro de Italia 2020
La 103.ª edición del Giro de Italia fue una carrera de ciclismo en ruta por etapas que se celebró entre el 3 y el 25 de octubre de 2020 en Italia con inicio en la ciudad de Monreale (Sicilia) y final en Milán, ambas etapas con una contrarreloj individual. El recorrido constó de 21 etapas sobre una distancia total de 3497,9 kilómetros.
La edición 2020 tenía previsto su desarrollo entre el 9 y el 31 de mayo de 2020 con inicio en la ciudad de Budapest en Hungría y final en la ciudad de Milán en Italia. Sin embargo, debido a la pandemia de COVID-19, la UCI en conjunto con el organizador de la prueba (RCS Sport) anunciaron cambios en las fechas de realización de la prueba, así como su recorrido, por lo que la carrera se correrá en su totalidad en territorio italiano, iniciando con las primeras 4 etapas en la región insular de Sicilia.
Adicionalmente a las contrarrelojes de inicio y fin, se tuvo una tercera contrarreloj individual en el meridiano de la carrera en la etapa 14 junto con 6 etapas de finales en alto en un recorrido altamente montañoso, lo cual hizo de la edición 2020 una de las más abiertas, equilibradas y exigentes de los últimos años.
La carrera formó parte del UCI WorldTour 2020, calendario ciclístico de máximo nivel mundial, siendo la decimosexta carrera de dicho circuito y fue ganada por el británico Tao Geoghegan Hart del INEOS Grenadiers. Completaron el podio, como segundo y tercer clasificado respectivamente, el australiano Jai Hindley y el neerlandés Wilco Kelderman, ambos del equipo Sunweb.

## Equipos participantes
Tomaron parte en la carrera 22 equipos: 19 de categoría UCI WorldTeam y 3 de categoría UCI ProTeam. Formaron así un pelotón de 176 ciclistas de los que acabaron 133. Los equipos participantes fueron:
| WorldTeams (19)- AG2R La Mondiale - Astana - Bora-Hansgrohe - CCC Team - Cofidis - Deceuninck-Quick Step - EF Pro Cycling - Groupama-FDJ - Israel Start-Up Nation - Lotto Soudal - Mitchelton-Scott - Movistar Team - NTT Pro Cycling - Bahrain McLaren - Ineos Grenadiers - Jumbo-Visma - Team Sunweb - Trek-Segafredo - UAE Team Emirates ProTeams (3)- Androni Giocattoli-Sidermec - Bardiani CSF Faizanè - Vini Zabù-KTM |
| |

## Recorrido
El Giro de Italia dispuso de un recorrido de 21 etapas, dividido en 3 contrarreloj individual (sumando 64,9 kilómetros totales de contrarreloj), 5 etapas planas ideales para los velocistas, 7 etapas de media montaña, y 6 etapas de alta montaña para un recorrido total de 3497,9 kilómetros.
| Etapa      | Fecha     | Recorrido                                 | type                    | Distancia (km) | Ganador            | Líder              |
| ---------- | --------- | ----------------------------------------- | ----------------------- | -------------- | ------------------ | ------------------ |
| 1.ª etapa  | 3 de oct  | Monreale – Palermo                        | contrarreloj individual | 15,1           | Filippo Ganna      | Filippo Ganna      |
| 2.ª etapa  | 4 de oct  | Alcamo – Agrigento                        | etapa escarpada         | 149            | Diego Ulissi       | Filippo Ganna      |
| 3.ª etapa  | 5 de oct  | Enna – Monte Etna                         | etapa de montaña        | 150            | Jonathan Caicedo   | João Almeida       |
| 4.ª etapa  | 6 de oct  | Catania – Villafranca Tirrena             | etapa llana             | 140            | Arnaud Démare      | João Almeida       |
| 5.ª etapa  | 7 de oct  | Mileto – Camigliatello Silano             | etapa de media montaña  | 225            | Filippo Ganna      | João Almeida       |
| 6.ª etapa  | 8 de oct  | Castrovillari – Matera                    | etapa llana             | 188            | Arnaud Démare      | João Almeida       |
| 7.ª etapa  | 9 de oct  | Matera – Brindisi                         | etapa llana             | 143            | Arnaud Démare      | João Almeida       |
| 8.ª etapa  | 10 de oct | Giovinazzo – Vieste                       | etapa de media montaña  | 200            | Alex Dowsett       | João Almeida       |
| 9.ª etapa  | 11 de oct | San Salvo – Roccaraso                     | etapa de montaña        | 207            | Ruben Guerreiro    | João Almeida       |
|            | 12 de oct | Día de descanso                           | Día de descanso         |                |                    |                    |
| 10.ª etapa | 13 de oct | Lanciano – Tortoreto                      | etapa de media montaña  | 177            | Peter Sagan        | João Almeida       |
| 11.ª etapa | 14 de oct | Porto Sant'Elpidio – Rímini               | etapa llana             | 182            | Arnaud Démare      | João Almeida       |
| 12.ª etapa | 15 de oct | Cesenatico – Cesenatico                   | etapa de media montaña  | 204            | Jhonatan Narváez   | João Almeida       |
| 13.ª etapa | 16 de oct | Cervia – Monselice                        | etapa escarpada         | 192            | Diego Ulissi       | João Almeida       |
| 14.ª etapa | 17 de oct | Conegliano – Valdobbiadene                | contrarreloj individual | 34,1           | Filippo Ganna      | João Almeida       |
| 15.ª etapa | 18 de oct | Base Aérea Rivolto – Piancavallo          | etapa de montaña        | 185            | Tao Geoghegan Hart | João Almeida       |
|            | 19 de oct | Día de descanso                           | Día de descanso         |                |                    |                    |
| 16.ª etapa | 20 de oct | Údine – San Daniele del Friuli            | etapa de media montaña  | 229            | Jan Tratnik        | João Almeida       |
| 17.ª etapa | 21 de oct | Bassano del Grappa – Madonna di Campiglio | etapa de montaña        | 203            | Ben O'Connor       | João Almeida       |
| 18.ª etapa | 22 de oct | Pinzolo – Laghi di Cancano                | etapa de montaña        | 207            | Jai Hindley        | Wilco Kelderman    |
| 19.ª etapa | 23 de oct | Abbiategrasso – Asti                      | etapa llana             | 124,5          | Josef Černý        | Wilco Kelderman    |
| 20.ª etapa | 24 de oct | Alba – Sestriere                          | etapa de montaña        | 190            | Tao Geoghegan Hart | Jai Hindley        |
| 21.ª etapa | 25 de oct | Cernusco sul Naviglio – Milán             | contrarreloj individual | 15,7           | Filippo Ganna      | Tao Geoghegan Hart |

## Clasificaciones finales
- Las clasificaciones finalizaron de la siguiente forma:[5]

### Clasificación general(Maglia Rosa)
| \| Clasificación general \| Clasificación general \| Clasificación general \| Clasificación general \| Clasificación general \| \| Ciclista \| Ciclista \| Equipo \| Tiempo \| \| \| --------------------- \| ---------------------- \| --------------------- \| --------------------- \| --------------------- \| \| 1.º \| Tao Geoghegan Hart \| Ineos Grenadiers \| 85 h 40 min 21 s \| \| \| 2.º \| Jai Hindley \| Team Sunweb \| + 39 s \| \| \| 3.º \| Wilco Kelderman \| Team Sunweb \| + 1 min 29 s \| \| \| 4.º \| João Almeida \| Deceuninck-Quick Step \| + 2 min 57 s \| \| \| 5.º \| Pello Bilbao \| Bahrain McLaren \| + 3 min 09 s \| \| \| 6.º \| Jakob Fuglsang \| Astana \| + 7 min 02 s \| \| \| 7.º \| Vincenzo Nibali \| Trek-Segafredo \| + 8 min 15 s \| \| \| 8.º \| Patrick Konrad \| Bora-Hansgrohe \| + 8 min 42 s \| \| \| 9.º \| Fausto Masnada \| Deceuninck-Quick Step \| + 9 min 57 s \| \| \| 10.º \| Hermann Pernsteiner \| Bahrain McLaren \| + 11 min 05 s \| \| \| 11.º \| Domenico Pozzovivo \| NTT Pro Cycling \| + 11 min 52 s \| \| \| 12.º \| Rafał Majka \| Bora-Hansgrohe \| + 20 min 31 s \| \| \| 13.º \| Sergio Samitier \| Movistar Team \| + 35 min 29 s \| \| \| 14.º \| James Knox \| Deceuninck-Quick Step \| + 37 min 41 s \| \| \| 15.º \| Brandon McNulty \| UAE Team Emirates \| + 38 min 10 s \| \| \| 16.º \| Aurélien Paret-Peintre \| AG2R La Mondiale \| + 45 min 04 s \| \| \| 17.º \| Lawrence Warbasse \| AG2R La Mondiale \| + 53 min 25 s \| \| \| 18.º \| Benjamin Swift \| Ineos Grenadiers \| + 57 min 36 s \| \| \| 19.º \| Antonio Pedrero \| Movistar Team \| + 59 min 36 s \| \| \| 20.º \| Ben O'Connor \| NTT Pro Cycling \| + 1 h 02 min 57 s \| \| |                        |                       |                   |
| |                        |                       |                   |
| Fuente: ProCyclingStats |                        |                       |                   |
| Clasificación general |                        |                       |                   |
| Ciclista | Ciclista               | Equipo                | Tiempo            |
| 1.º | Tao Geoghegan Hart     | Ineos Grenadiers      | 85 h 40 min 21 s  |
| 2.º | Jai Hindley            | Team Sunweb           | + 39 s            |
| 3.º | Wilco Kelderman        | Team Sunweb           | + 1 min 29 s      |
| 4.º | João Almeida           | Deceuninck-Quick Step | + 2 min 57 s      |
| 5.º | Pello Bilbao           | Bahrain McLaren       | + 3 min 09 s      |
| 6.º | Jakob Fuglsang         | Astana                | + 7 min 02 s      |
| 7.º | Vincenzo Nibali        | Trek-Segafredo        | + 8 min 15 s      |
| 8.º | Patrick Konrad         | Bora-Hansgrohe        | + 8 min 42 s      |
| 9.º | Fausto Masnada         | Deceuninck-Quick Step | + 9 min 57 s      |
| 10.º | Hermann Pernsteiner    | Bahrain McLaren       | + 11 min 05 s     |
| 11.º | Domenico Pozzovivo     | NTT Pro Cycling       | + 11 min 52 s     |
| 12.º | Rafał Majka            | Bora-Hansgrohe        | + 20 min 31 s     |
| 13.º | Sergio Samitier        | Movistar Team         | + 35 min 29 s     |
| 14.º | James Knox             | Deceuninck-Quick Step | + 37 min 41 s     |
| 15.º | Brandon McNulty        | UAE Team Emirates     | + 38 min 10 s     |
| 16.º | Aurélien Paret-Peintre | AG2R La Mondiale      | + 45 min 04 s     |
| 17.º | Lawrence Warbasse      | AG2R La Mondiale      | + 53 min 25 s     |
| 18.º | Benjamin Swift         | Ineos Grenadiers      | + 57 min 36 s     |
| 19.º | Antonio Pedrero        | Movistar Team         | + 59 min 36 s     |
| 20.º | Ben O'Connor           | NTT Pro Cycling       | + 1 h 02 min 57 s |

### Clasificación por puntos(Maglia Ciclamino)
| Clasificación por puntos | Clasificación por puntos | Clasificación por puntos    | Clasificación por puntos | Clasificación por puntos |
| Ciclista                 | Ciclista                 | Equipo                      | Puntos                   |                          |
| ------------------------ | ------------------------ | --------------------------- | ------------------------ | ------------------------ |
| 1.º                      | Arnaud Démare            | Groupama-FDJ                | 233 pts                  |                          |
| 2.º                      | Peter Sagan              | Bora-Hansgrohe              | 184 pts                  |                          |
| 3.º                      | João Almeida             | Deceuninck-Quick Step       | 108 pts                  |                          |
| 4.º                      | Filippo Ganna            | Ineos Grenadiers            | 87 pts                   |                          |
| 5.º                      | Josef Černý              | CCC Team                    | 78 pts                   |                          |
| 6.º                      | Andrea Vendrame          | AG2R La Mondiale            | 78 pts                   |                          |
| 7.º                      | Diego Ulissi             | UAE Team Emirates           | 77 pts                   |                          |
| 8.º                      | Simon Pellaud            | Androni Giocattoli-Sidermec | 70 pts                   |                          |
| 9.º                      | Tao Geoghegan Hart       | Ineos Grenadiers            | 66 pts                   |                          |
| 10.º                     | Patrick Konrad           | Bora-Hansgrohe              | 61 pts                   |                          |

### Clasificación de la montaña(Maglia Azzurra)
| Clasificación de la montaña | Clasificación de la montaña | Clasificación de la montaña | Clasificación de la montaña | Clasificación de la montaña |
| Ciclista                    | Ciclista                    | Equipo                      | Puntos                      |                             |
| --------------------------- | --------------------------- | --------------------------- | --------------------------- | --------------------------- |
| 1.º                         | Ruben Guerreiro             | EF Pro Cycling              | 234 pts                     |                             |
| 2.º                         | Tao Geoghegan Hart          | Ineos Grenadiers            | 157 pts                     |                             |
| 3.º                         | Thomas de Gendt             | Lotto-Soudal                | 122 pts                     |                             |
| 4.º                         | Rohan Dennis                | Ineos Grenadiers            | 119 pts                     |                             |
| 5.º                         | Ben O'Connor                | NTT Pro Cycling             | 71 pts                      |                             |
| 6.º                         | Jai Hindley                 | Team Sunweb                 | 71 pts                      |                             |
| 7.º                         | Wilco Kelderman             | Team Sunweb                 | 55 pts                      |                             |
| 8.º                         | Filippo Ganna               | Ineos Grenadiers            | 48 pts                      |                             |
| 9.º                         | Jonathan Castroviejo        | Ineos Grenadiers            | 45 pts                      |                             |
| 10.º                        | Einer Rubio                 | Movistar Team               | 44 pts                      |                             |

### Clasificación de los jóvenes(Maglia Bianca)
| Clasificación del mejor joven | Clasificación del mejor joven | Clasificación del mejor joven | Clasificación del mejor joven | Clasificación del mejor joven |
| Ciclista                      | Ciclista                      | Equipo                        | Tiempo                        |                               |
| ----------------------------- | ----------------------------- | ----------------------------- | ----------------------------- | ----------------------------- |
| 1.º                           | Tao Geoghegan Hart            | Ineos Grenadiers              | 85 h 40 min 21 s              |                               |
| 2.º                           | Jai Hindley                   | Team Sunweb                   | + 39 s                        |                               |
| 3.º                           | João Almeida                  | Deceuninck-Quick Step         | + 2 min 57 s                  |                               |
| 4.º                           | Sergio Samitier               | Movistar Team                 | + 35 min 29 s                 |                               |
| 5.º                           | James Knox                    | Deceuninck-Quick Step         | + 37 min 41 s                 |                               |
| 6.º                           | Brandon McNulty               | UAE Team Emirates             | + 38 min 10 s                 |                               |
| 7.º                           | Aurélien Paret-Peintre        | AG2R La Mondiale              | + 45 min 04 s                 |                               |
| 8.º                           | Ben O'Connor                  | NTT Pro Cycling               | + 1 h 02 min 57 s             |                               |
| 9.º                           | Sam Oomen                     | Team Sunweb                   | + 1 h 03 min 46 s             |                               |
| 10.º                          | Matteo Fabbro                 | Bora-Hansgrohe                | + 1 h 13 min 49 s             |                               |

### Clasificación de los sprint intermedios
| Clasificación de las metas volantes | Clasificación de las metas volantes | Clasificación de las metas volantes | Clasificación de las metas volantes | Clasificación de las metas volantes |
| Ciclista                            | Ciclista                            | Equipo                              | Puntos                              |                                     |
| ----------------------------------- | ----------------------------------- | ----------------------------------- | ----------------------------------- | ----------------------------------- |
| 1.º                                 | Simon Pellaud                       | Androni Giocattoli-Sidermec         | 78 pts                              |                                     |
| 2.º                                 | Thomas de Gendt                     | Lotto-Soudal                        | 56 pts                              |                                     |
| 3.º                                 | Marco Frapporti                     | Vini Zabù-Brado-KTM                 | 44 pts                              |                                     |
| 4.º                                 | Mattia Bais                         | Androni Giocattoli-Sidermec         | 34 pts                              |                                     |
| 5.º                                 | Jhonatan Restrepo                   | Androni Giocattoli-Sidermec         | 28 pts                              |                                     |
| 6.º                                 | Andrea Vendrame                     | AG2R La Mondiale                    | 25 pts                              |                                     |
| 7.º                                 | Peter Sagan                         | Bora-Hansgrohe                      | 21 pts                              |                                     |
| 8.º                                 | Francesco Romano                    | Bardiani CSF Faizanè                | 20 pts                              |                                     |
| 9.º                                 | Héctor Carretero                    | Movistar Team                       | 19 pts                              |                                     |
| 10.º                                | Matthew Holmes                      | Lotto-Soudal                        | 17 pts                              |                                     |

### Clasificación de la combatividad
| Clasificación de la combatividad | Clasificación de la combatividad | Clasificación de la combatividad | Clasificación de la combatividad | Clasificación de la combatividad |
| Ciclista                         | Ciclista                         | Equipo                           | Puntos                           |                                  |
| -------------------------------- | -------------------------------- | -------------------------------- | -------------------------------- | -------------------------------- |
| 1.º                              | Thomas de Gendt                  | Lotto-Soudal                     | 55 pts                           |                                  |
| 2.º                              | Simon Pellaud                    | Androni Giocattoli-Sidermec      | 52 pts                           |                                  |
| 3.º                              | Tao Geoghegan Hart               | Ineos Grenadiers                 | 45 pts                           |                                  |
| 4.º                              | Ruben Guerreiro                  | EF Pro Cycling                   | 45 pts                           |                                  |
| 5.º                              | Peter Sagan                      | Bora-Hansgrohe                   | 40 pts                           |                                  |
| 6.º                              | Rohan Dennis                     | Ineos Grenadiers                 | 39 pts                           |                                  |
| 7.º                              | Filippo Ganna                    | Ineos Grenadiers                 | 37 pts                           |                                  |
| 8.º                              | Jai Hindley                      | Team Sunweb                      | 36 pts                           |                                  |
| 9.º                              | João Almeida                     | Deceuninck-Quick Step            | 35 pts                           |                                  |
| 10.º                             | Arnaud Démare                    | Groupama-FDJ                     | 33 pts                           |                                  |

### Clasificación por equipos"Super Team"
| Clasificación por equipos | Clasificación por equipos | Clasificación por equipos | Clasificación por equipos |
| Equipo                    | Equipo                    | Tiempo                    |                           |
| ------------------------- | ------------------------- | ------------------------- | ------------------------- |
| 1.º                       | Ineos Grenadiers          | 257 h 15 min 58 s         |                           |
| 2.º                       | Deceuninck-Quick Step     | + 22 min 32 s             |                           |
| 3.º                       | Team Sunweb               | + 28 min 50 s             |                           |
| 4.º                       | Bahrain McLaren           | + 32 min 50 s             |                           |
| 5.º                       | Bora-Hansgrohe            | + 1 h 12 min 34 s         |                           |
| 6.º                       | NTT Pro Cycling           | + 1 h 49 min 59 s         |                           |
| 7.º                       | AG2R La Mondiale          | + 2 h 04 min 38 s         |                           |
| 8.º                       | Movistar Team             | + 2 h 08 min 26 s         |                           |
| 9.º                       | Astana                    | + 2 h 29 min 44 s         |                           |
| 10.º                      | Trek-Segafredo            | + 2 h 42 min 36 s         |                           |

## Evolución de las clasificaciones
| Etapa                   |                         | Ganador _          | Clasificación general | Puntos        | Montaña           | Jóvenes            | Equipo _              |
| ----------------------- | ----------------------- | ------------------ | --------------------- | ------------- | ----------------- | ------------------ | --------------------- |
| 1.ª etapa               | contrarreloj individual | Filippo Ganna      | Filippo Ganna         | Filippo Ganna | Rick Zabel        | Filippo Ganna      | Ineos Grenadiers      |
| 2.ª etapa               | etapa escarpada         | Diego Ulissi       | Filippo Ganna         | Diego Ulissi  | Peter Sagan       | Filippo Ganna      | Ineos Grenadiers      |
| 3.ª etapa               | etapa de montaña        | Jonathan Caicedo   | João Almeida          | Diego Ulissi  | Jonathan Caicedo  | João Almeida       | Deceuninck-Quick Step |
| 4.ª etapa               | etapa llana             | Arnaud Démare      | João Almeida          | Peter Sagan   | Jonathan Caicedo  | João Almeida       | Deceuninck-Quick Step |
| 5.ª etapa               | etapa de media montaña  | Filippo Ganna      | João Almeida          | Peter Sagan   | Filippo Ganna     | João Almeida       | Deceuninck-Quick Step |
| 6.ª etapa               | etapa llana             | Arnaud Démare      | João Almeida          | Arnaud Démare | Filippo Ganna     | João Almeida       | Deceuninck-Quick Step |
| 7.ª etapa               | etapa llana             | Arnaud Démare      | João Almeida          | Arnaud Démare | Filippo Ganna     | João Almeida       | Deceuninck-Quick Step |
| 8.ª etapa               | etapa de media montaña  | Alex Dowsett       | João Almeida          | Arnaud Démare | Filippo Ganna     | João Almeida       | Ineos Grenadiers      |
| 9.ª etapa               | etapa de montaña        | Ruben Guerreiro    | João Almeida          | Arnaud Démare | Ruben Guerreiro   | João Almeida       | Ineos Grenadiers      |
| 10.ª etapa              | etapa de media montaña  | Peter Sagan        | João Almeida          | Arnaud Démare | Ruben Guerreiro   | João Almeida       | Ineos Grenadiers      |
| 11.ª etapa              | etapa llana             | Arnaud Démare      | João Almeida          | Arnaud Démare | Ruben Guerreiro   | João Almeida       | Ineos Grenadiers      |
| 12.ª etapa              | etapa de media montaña  | Jhonatan Narváez   | João Almeida          | Arnaud Démare | Ruben Guerreiro   | João Almeida       | Ineos Grenadiers      |
| 13.ª etapa              | etapa escarpada         | Diego Ulissi       | João Almeida          | Arnaud Démare | Ruben Guerreiro   | João Almeida       | Ineos Grenadiers      |
| 14.ª etapa              | contrarreloj individual | Filippo Ganna      | João Almeida          | Arnaud Démare | Ruben Guerreiro   | João Almeida       | Ineos Grenadiers      |
| 15.ª etapa              | etapa de montaña        | Tao Geoghegan Hart | João Almeida          | Arnaud Démare | Giovanni Visconti | João Almeida       | Ineos Grenadiers      |
| 16.ª etapa              | etapa de media montaña  | Jan Tratnik        | João Almeida          | Arnaud Démare | Giovanni Visconti | João Almeida       | Ineos Grenadiers      |
| 17.ª etapa              | etapa de montaña        | Ben O'Connor       | João Almeida          | Arnaud Démare | Ruben Guerreiro   | João Almeida       | Ineos Grenadiers      |
| 18.ª etapa              | etapa de montaña        | Jai Hindley        | Wilco Kelderman       | Arnaud Démare | Ruben Guerreiro   | Jai Hindley        | Ineos Grenadiers      |
| 19.ª etapa              | etapa llana             | Josef Černý        | Wilco Kelderman       | Arnaud Démare | Ruben Guerreiro   | Jai Hindley        | Ineos Grenadiers      |
| 20.ª etapa              | etapa de montaña        | Tao Geoghegan Hart | Jai Hindley           | Arnaud Démare | Ruben Guerreiro   | Jai Hindley        | Ineos Grenadiers      |
| 21.ª etapa              | contrarreloj individual | Filippo Ganna      | Tao Geoghegan Hart    | Arnaud Démare | Ruben Guerreiro   | Tao Geoghegan Hart | Ineos Grenadiers      |
| Clasificaciones finales | Clasificaciones finales |                    | Tao Geoghegan Hart    | Arnaud Démare | Ruben Guerreiro   | Tao Geoghegan Hart | Ineos Grenadiers      |

## Ciclistas participantes y posiciones finales
Convenciones:
- AB-N: Abandono en la etapa "N"
- FLT-N: Retiro por llegada fuera del límite de tiempo en la etapa "N"
- NTS-N: No tomó la salida para la etapa "N"
- DES-N: Descalificado o expulsado en la etapa "N"

## UCI World Ranking
El Giro de Italia otorgó puntos para el UCI World Ranking para corredores de los equipos en las categorías UCI WorldTeam, UCI ProTeam y Continental. Las siguientes tablas son el baremo de puntuación y los 10 corredores que obtuvieron más puntos:
| Posición                 | 1.º | 2.º | 3.º | 4.º | 5.º | 6.º | 7.º | 8.º | 9.º | 10.º | 11.º | 12.º | 13.º | 14.º | 15.º | 16.º | 17.º | 18.º | 19.º | 20.º | 21.º-25.º | 26.º-30.º | 31.º-40.º | 41.º-50.º | 51.º-55.º | 56.º-60.º |
| Clasificación general    | 850 | 680 | 575 | 460 | 380 | 320 | 260 | 220 | 180 | 140  | 120  | 100  | 84   | 68   | 60   | 56   | 52   | 48   | 44   | 40   | 32        | 24        | 20        | 16        | 12        | 8         |
| Por etapa                | 100 | 40  | 20  | 12  | 4   |     |     |     |     |      |      |      |      |      |      |      |      |      |      |      |           |           |           |           |           |           |
| Líder                    | 20  |     |     |     |     |     |     |     |     |      |      |      |      |      |      |      |      |      |      |      |           |           |           |           |           |           |
| Clasificación secundaria | 100 | 40  | 20  |     |     |     |     |     |     |      |      |      |      |      |      |      |      |      |      |      |           |           |           |           |           |           |

| Clasificación |                    |                       |         |       |       |            |       |
| Posición      | Ciclista           | Equipo                | General | Etapa | Líder | Secundaria | Total |
| ------------- | ------------------ | --------------------- | ------- | ----- | ----- | ---------- | ----- |
| 1.º           | Tao Geoghegan Hart | INEOS Grenadiers      | 850     | 252   | -     | 40         | 1142  |
| 2.º           | João Almeida       | Deceuninck-Quick Step | 460     | 156   | 300   | 20         | 936   |
| 3.º           | Jai Hindley        | Sunweb                | 680     | 164   | 20    | -          | 864   |
| 4.º           | Wilco Kelderman    | Sunweb                | 575     | 68    | 40    | -          | 683   |
| 5.º           | Arnaud Démare      | Groupama-FDJ          | -       | 400   | -     | 100        | 500   |
| 6.º           | Filippo Ganna      | INEOS Grenadiers      | -       | 400   | 40    | -          | 440   |
| 7.º           | Pello Bilbao       | Bahrain McLaren       | 380     | 20    | -     | -          | 400   |
| 8.º           | Jakob Fuglsang     | Astana                | 320     | 16    | -     | -          | 336   |
| 9.º           | Peter Sagan        | Bora-Hansgrohe        | -       | 260   | -     | 40         | 300   |
| 10.º          | Patrick Konrad     | Bora-Hansgrohe        | 220     | 60    | -     | -          | 280   |

1. ↑  Solo clasificaciones de la regularidad y la montaña.